# Minoru Park
Minoru Park är en park i staden Richmond i British Columbia i  Kanada. Den ligger i stadens centrum. I parken finns anläggningar för många olika sporter, exempelvis fotboll, baseboll, simning och friidrott. I parken finns också stadens kulturcentrum med bland annat bibliotek, konsthall och stadsarkiv.